# 圣芬莉圆柱

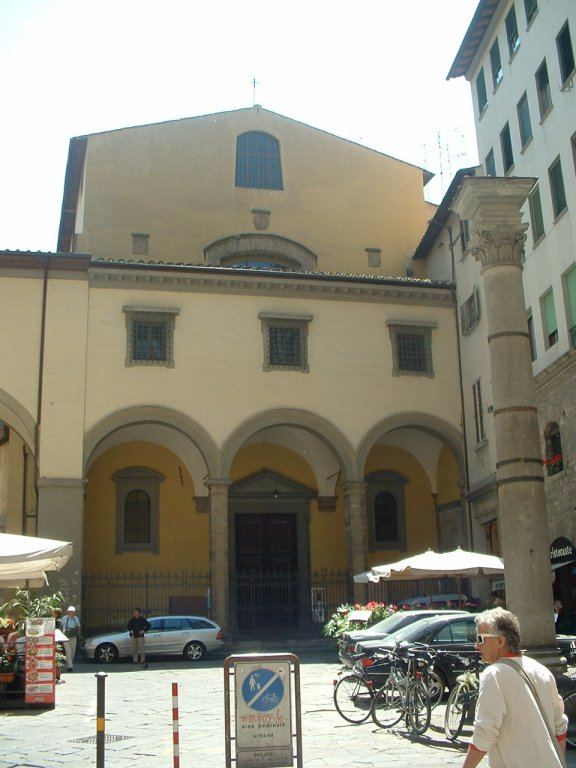
圣芬莉圆柱

圣芬莉圆柱（Colonna di Santa Felicita）是意大利佛罗伦萨的一根花岗岩圆柱，位于圣芬莉堂（chiesa di Santa Felicita）前。
圣芬莉圆柱由奥特拉诺区的罗西家族出资建造，完成于1484年。柱顶原有雕塑，描绘多明我会修士维罗纳的伯多禄受教宗派遣，前往佛罗伦萨演讲，抨击异端。这尊雕像于1723年损坏。
圣芬莉圆柱曾在1944年德军撤退时被毁。后来耐心重建，并放回原来的地点。